# Donatien Francis Randriamalala
Donatien Francis Randriamalala MS (* 6. Januar 1971 in Antsirabe) ist ein madagassischer römisch-katholischer Ordensgeistlicher und Bischof von Ambanja.

## Leben
Donatien Francis Randriamalala begann zunächst ein Studium der Rechtswissenschaft an der Université d’Antananarivo, bevor er 1992 in das Studentat der Ordensgemeinschaft der Missionare Unserer lieben Frau von La Salette eintrat. Von 1993 bis 1995 absolvierte Randriamalala das Postulat und das Noviziat. Anschließend studierte er Philosophie am Priesterseminar Saint Paul Apôtre in Antsirabe (1995–2000) und Katholische Theologie am Priesterseminar Saint Thérèse de l’Enfant-Jésus in Antananarivo (2000–2003). Er legte am 19. September 2000 die ewige Profess ab und empfing am 19. August 2003 in Antsirabe das Sakrament der Priesterweihe.
Randriamalala war zunächst als Verantwortlicher für den Missionsdistrikt Avaradrano im Bistum Morondava tätig. 2006 wurde Donatien Francis Randriamalala für weiterführende Studien nach Rom entsandt, wo er 2010 an der Päpstlichen Universität der Salesianer ein Lizenziat im Fach Jugendpastoral erwarb. Nach der Rückkehr in seine Heimat wurde er Pfarrer der Pfarrei Notre Dame de la Salette in Morondava und Generalvikar des Bistums Morondava. Ab 2013 war er zudem Direktor des diözesanen Radiosenders.
Am 11. November 2022 ernannte ihn Papst Franziskus zum Bischof von Ambanja. Der Bischof von Morondava, Marie Fabien Raharilamboniaina OCD, spendete ihm am 15. Januar 2023 in Ambanja die Bischofsweihe; Mitkonsekratoren waren der Erzbischof von Toamasina, Désiré Kardinal Tsarahazana, und der Erzbischof von Antsiranana, Benjamin Marc Ramaroson CM.